# Dirk Boll

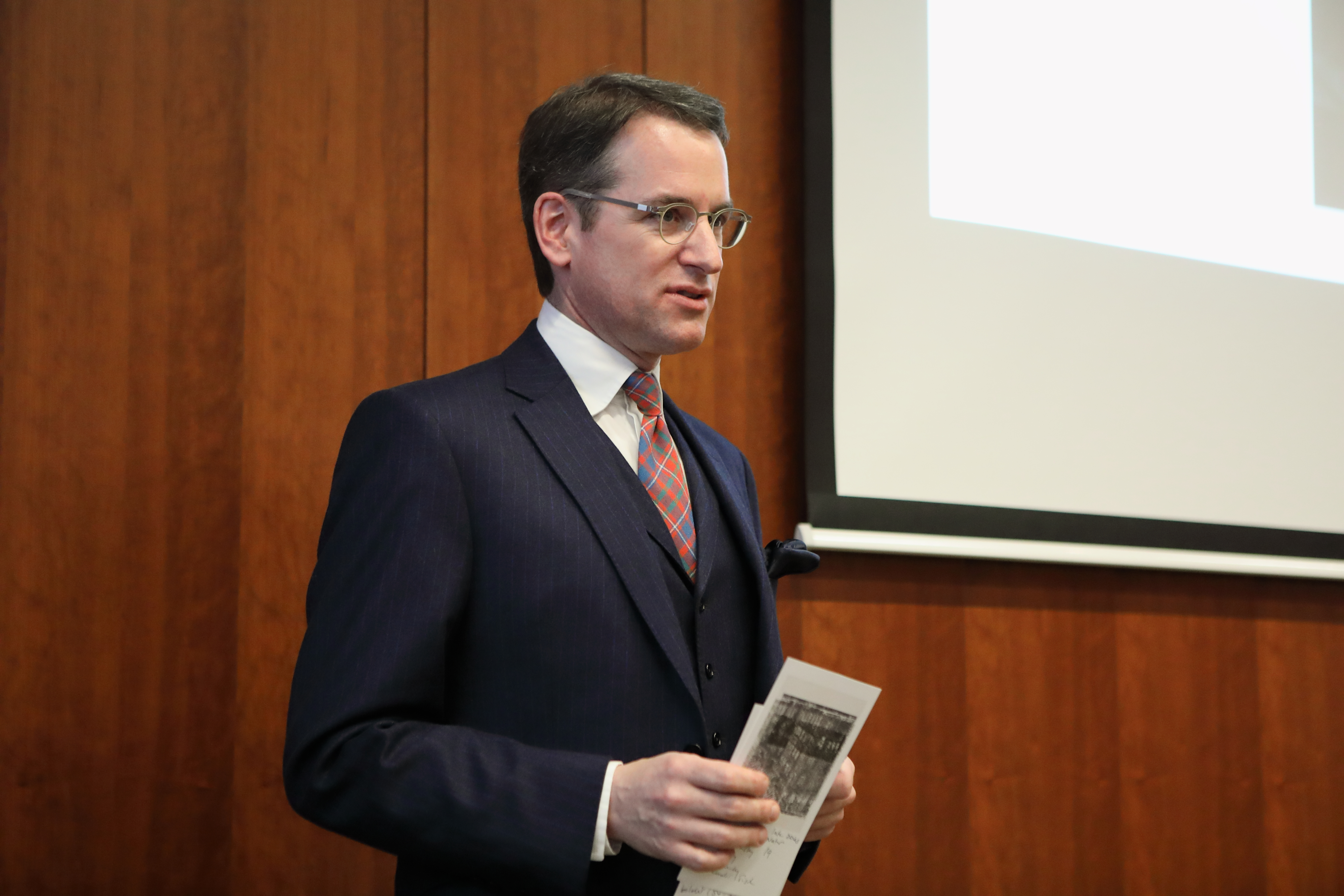
Dirk Boll

Dirk Boll (* 1970 in Kassel) ist ein deutscher Kulturmanager.

## Leben
Dirk Boll studierte in Göttingen und Freiburg/Br. Rechtswissenschaften. Nach dem Referendariat in Stuttgart und Brüssel und dem Aufbaustudium Kulturmanagement in Ludwigsburg wurde er über Strukturen und rechtliche Rahmenbedingungen der Kunstmärkte promoviert.
Er begann seine Karriere bei Christie’s 1998 in London. Nachdem er im Jahr 2000 Repräsentant in Stuttgart geworden war, stand er von 2004 bis 2011 der Schweizer Tochterfirma als Geschäftsführer in Zürich vor. Von 2011 bis 2016 hatte er Managementverantwortung für die Geschäftsentwicklung von Christie’s in Kontinentaleuropa als Managing Director Continental Europe, von 2017 bis 2022 als Präsident Christie’s EMEA (Europe & UK, Middle East & Africa). Seit 2022 ist Dirk Boll Vorstand für Kunst des 20. und 21. Jahrhunderts EMEA.
Dirk Boll lehrt als Professor für Kulturmanagement in Hamburg. Seit 20 Jahren publiziert er in internationalen Magazinen und Tageszeitungen zu aktuellen Entwicklungen der Kunstmärkte sowie eine regelmäßige Kunstmarktkolumne in der Schweizer Handelszeitung. Seine Buchpublikationen umfassen Betrachtungen der Marktsysteme und Biografien von Kunstsammlern. Ende 2023 erschien sein 6-bändiges Handbuch „Die Kunst und ihr Markt“ bei Hatje Cantz (englische Ausgabe „Art and Its Market“).
Dirk Boll ist u. a. Mitglied des Advisory Boards der Universität Zürich (UZH - Art Market Studies), External Examiner der Kingston University, London, des Schweizer Board der Freunde des Israel Museum sowie Vorsitzender des Kuratoriums der Freunde des Hauses der Kunst in München.
2017 wurde ihm der Verdienstorden „pro Merito Melitensi“ des souveränen Malteserordens verliehen. 2019 wurde er von Architectural Digest in die Liste der 200 „most influencial players in art and design“ aufgenommen.

## Veröffentlichungen (Auswahl)
- „Switzerland and the International Art Markets“, in: James Goodwin (Ed.): The International Art Markets, London(Kogan Page) 2008, ISBN 978-0-7494-5592-7
- „Kunst ist käuflich“, Zürich (Rüffer & Rub) 2009, ISBN 978-3-907625-47-7
- „Marktplatz Museum: Sollen Museen Kunst verkaufen dürfen?“ (Hg.), Zürich (Rüffer & Rub) 2010, ISBN 978-3-907625-52-1
- 国际艺术品市场(上) [平装] = „Switzerland and the International Art Markets“, in: James Goodwin (Ed.): The International Art Markets, London 2010 (Chinese Edition), ISBN 978-7-113-11268-4
- „Kunst ist käuflich“, Ostfildern (Hatje Cantz) 2011, ISBN 978-3-7757-3008-2
- „Art for Sale“, Ostfildern (Hatje Cantz) 2011, ISBN 978-3-7757-2815-7
- „Ein gastliches Kunstwerk – Die Zürcher Kronenhalle und ihre Sammlung“ (Hg.), Ostfildern (Hatje Cantz) 2011, ISBN 978-3-7757-3178-2
- „A Feast for the Eyes – The Collection of the Kronenhalle in Zurich“ (Ed.), Ostfildern (Hatje Cantz) 2011, ISBN 978-3-7757-3179-9
- „Die Konkurrenz der Systeme im Kampf um die Kunst: Kunsthändler versus Auktionator oder Gross gegen Klein?“, in: Meike Hoffmann, Andreas Hüneke, Tobias Teumer (Hg.): Festschrift für Wolfgang Wittrock, Berlin 2012, ISBN 978-3-9811118-5-9
- „ABC der Kunstmärkte“, Ostfildern (Hatje Cantz) 2013, ISBN 978-3-7757-3658-9
- „Mother Superior“, in: Franziska K. Müller: 77 kunstvolle Jahre - Festschrift für Maria Reinshagen, Zürich (BoD) 2013, ISBN 978-3-7504-1349-8
- „Helden der Kunstauktion“ (Hg.), Ostfildern (Hatje Cantz) 2014, ISBN 978-3-7757-3902-3
- „Auctioneers who made Art History“ (Ed.), Ostfildern (Hatje Cantz) 2014, ISBN 978-3-7757-3903-0
- „Wenn wir schon beim Geld sind: Wer verdient denn was mit der Kunst? Und Wie?“, in: Friedrich von Borries und Roland Nachtigäller (Hg.): Museum unplugged – eine Selbstbefragung, Herford (MARTa) 2015, ISBN 978-3-938433-23-2
- „Weniger ein Pladoyer als eine Bestandsaufnahme: Muss man wirklich noch diskutieren, ob Museen Kunst verkaufen dürfen?“, in: Olaf Zimmermann, Theo Geissler: Altes Zeug – Beiträge zur Diskussion zum nachhaltigen Kulturgutschutz, Berlin (Deutscher Kulturrat) 2016, ISBN 978-3-934868-38-0
- „Gibt es Kunstvermittlung im Auktionsgeschäft?“, in: Ulli Seegers (Hg.): Was ist Kunstvermittlung? Geschichte - Theorie - Praxis, Düsseldorf (Düsseldorf University Press) 2017, ISBN 978-3-95758-034-4
- „Geldwäscheprävention im Kunsthandel“, in: Doris Wohlschlägl-Aschberger: Geldwäscheprävention - Recht, Produkte, Branchen, Frankfurt (Frankfurt School Verlag) 2017, ISBN 978-3-95647-092-9
- „Kunst ist käuflich“, Ostfildern (Hatje Cantz) 2017, ISBN 978-3-7757-4289-4
- „August Deusser (1870-1942)“ (Hg.), Berlin (Hatje Cantz) 2019, ISBN 978-3-7757-4612-0
- „Was ist diesmal anders? Wirtschaftskrisen und die neuen Kunstmärkte 1990-2001-2009-2020“, Berlin (Hatje Cantz) 2020, ISBN 978-3-7757-4811-7
- „Emilie Winkelmann: Die erste akademisch ausgebildete Architektin Deutschlands“, in: Schwitalla, Ursula: „Frauen in der Architektur“, Berlin (Hatje Cantz) 2021, ISBN 978-3-7757-4868-1
- „Emilie Winkelmann: The first academically trained architect in Germany“, in: Schwitalla, Ursula: „Women in Architecture“, Berlin (Hatje Cantz) 2021, ISBN 978-3-7757-4857-5
- „NFT and the Digital Art Auction of the Future“, in: Solea, Alexandra; Prezioso, Giosue (Hg.): “Global Arts Leadership in the Digital Age: Voices from the World’s Major Art Industries”, Cambridge (Cambridge Scholars Publishing) 2022, ISBN 978-1-5275-9034-2
- „Die Kunst und ihr Markt“, Berlin (Hatje Cantz) 2024, ISBN 978-3-7757-5453-8
- „Art and its market“, Berlin (Hatje Cantz) 2024, ISBN 978-3-7757-5454-5